# Walerij Borsow
Walerij Pylypowytsch Borsow (ukrainisch Валерій Пилипович Борзов, oft auch unter dem russischen Namen Валерий Филиппович Борзов bzw. Waleri Filippowitsch Borsow; * 20. Oktober 1949 in Sambir, Oblast Lwiw) ist ein ehemaliger sowjetischer Leichtathlet und einer der besten Sprinter der Leichtathletikgeschichte. Von 1998 bis 2006 war er Abgeordneter im Parlament der Ukraine, von 1999 bis 2001 für die Allukrainische Vereinigung „Vaterland“ zuletzt für die Vereinte Sozialdemokratische Partei der Ukraine. Seit 1994 ist er IOC-Mitglied.

## Sportkarriere

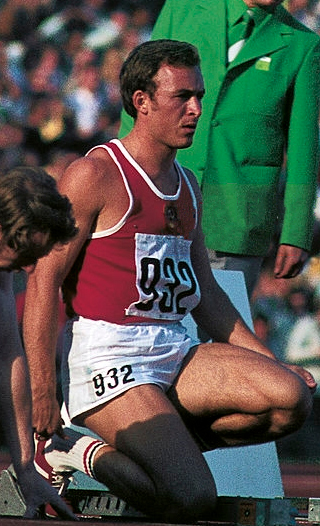
Walerij Borsow, München 1972

Borsow schloss 1971 das Staatliche Kiewer Sportinstitut und nach einem Fernstudium 1973 die Saratower F. Dserschinski-Militärfachhochschule ab. Bei den Olympischen Spielen in München 1972 gewann er die Goldmedaille im 100- und 200-Meter-Lauf der Herren, außerdem die Silbermedaille mit der sowjetischen 4-mal-100-Meter-Staffel.
In den Jahren 1969 bis 1979 war Borsow Ausbilder des Sportkomitees der Ukrainischen Sozialistischen Sowjetrepublik (USSR); gleichzeitig Chefausbilder und Trainer der Binnentruppen des sowjetischen Außenministeriums für die Moldawische und Ukrainische Sowjetrepublik in Kiew. 1976 startete er in Montréal erneut bei den Olympischen Spielen und gewann Bronze über 100 Meter und mit der Staffel über 4-mal 100 Meter.
Auch bei Europameisterschaften war er sehr erfolgreich: 1969 gewann er in Athen die Goldmedaille über 100 Meter und die Silbermedaille mit der 4-mal-100-Meter-Staffel. 1971 in Helsinki siegte er sowohl über 100 Meter wie auch über 200 Meter. 1974 wurde er in Rom erneut Europameister über 100 Meter. 1978 trat er trotz Achillessehnen-Problemen erneut an und wurde im 100-Meter-Endlauf Achter.
Nach Operationen an beiden Achillessehnen versuchte er 1979, wieder Anschluss an die Weltelite zu finden, was jedoch misslang. Bei der Spartakiade in Moskau 1979 lief er in den Sprintvorläufen über 100 Meter und 200 Meter weit hinterher und musste einsehen, dass seine Karriere zu Ende war. Borsow war auch bei mehreren Halleneuropameisterschaften über 60 Meter erfolgreich. Er gewann 1970, 1971, 1972, 1974, 1975, 1976, und 1977. Er hielt zeitweise den Europarekord über diese Strecke.

## Politik
Von 1979 bis 1986 war Borsow in leitenden Positionen beim Zentralkomitee der ukrainischen Komsomolorganisation, anschließend, bis 1991 stieg er zum Vorsitzenden des staatlichen Sportkomitees der USSR auf. In den Jahren 1991 bis 1993 wurde Borsow Minister für Jugend und Sport der USSR, direkt anschließend (1993–1996) in der dann unabhängigen Ukraine.
Nach Ablauf seiner Amtszeit als Minister übernahm Borsow 1996 bis 1997 den Posten als Vorsitzender des staatlichen Sportkomitees der Ukraine; anschließend war er ein Jahr lang (bis 1998) Präsident des Nationalen Olympischen Komitees seines Landes. 1998 bis 2000 leitete er das Vorbereitungskomitee der ukrainischen olympischen und paralympischen Mannschaft und seit 2000 war er Vorsitzender des Komitees für Jugendpolitik, Sport und Tourismus im Obersten Rat der Ukraine. Seit 2001 ist Borsow Mitglied der Vereinten Sozialdemokratischen Partei der Ukraine und zog im Jahr 2003 mit dem Listenplatz 26 als Abgeordneter für seine Partei ins Parlament ein, bis sie 2006 daran scheiterte, erneut ins Parlament zu kommen.
Er ist mit der vierfachen Turnolympiasiegerin Ljudmila Turischtschewa verheiratet, mit der er eine Tochter hat.

## Wissenswertes
Um zu verdeutlichen, welch herausragender Sportler Borsow war, sollte man sein Augenmerk auf seine damals einmaligen Trainingsmethoden lenken. Er war beispielsweise Meister der Progressiven Muskelentspannung (nach E. Jacobson). Er konnte jeden einzelnen Muskel im Bein bewusst an- und entspannen. Die Entspannungsphase ist für die Durchblutung und somit für die optimale Versorgung des Muskels wichtig. Sein Trainer Valentin Petrowski, ein Biologieprofessor, leitete dieses streng wissenschaftliche Training, wobei Ernährung, Übungen zur Muskelbildung und Ausdauerleistung einbezogen wurden.
Borsow ist auf den Goldenen Schallplatten der Sonden Voyager 1 und 2 auf einem Bild verewigt.